# Hrvatska radiotelevizija
Hrvatska radiotelevizija (Kroatischer Rundfunk), kurz HRT, ist die öffentlich-rechtliche Rundfunkgesellschaft Kroatiens mit Hauptsitz in Zagreb. Sie betreibt drei nationale Hörfunksender, acht regionale Hörfunksender, einen internationalen Hörfunksender sowie vier Fernsehprogramme. Die Gesellschaft besteht aus den Teilen Hrvatski radio (Hörfunk), Hrvatska televizija (Fernsehen), Multimedija (Multimediale Dienste) und Glazbena proizvodnja (Musikproduktionen).
Die rechtliche Grundlage bildet das kroatische Gesetz für Rundfunk und Fernsehen. Die Gesellschaft wird von einem eigenen Programmrat kontrolliert. Dieses elfköpfige Gremium kam erstmals am 14. November 2003 zusammen. Die Mitglieder des Programmrats werden durch das kroatische Parlament gewählt. Der Rat bestimmt zudem den Intendanten für eine Amtszeit von vier Jahren.

## Geschichte

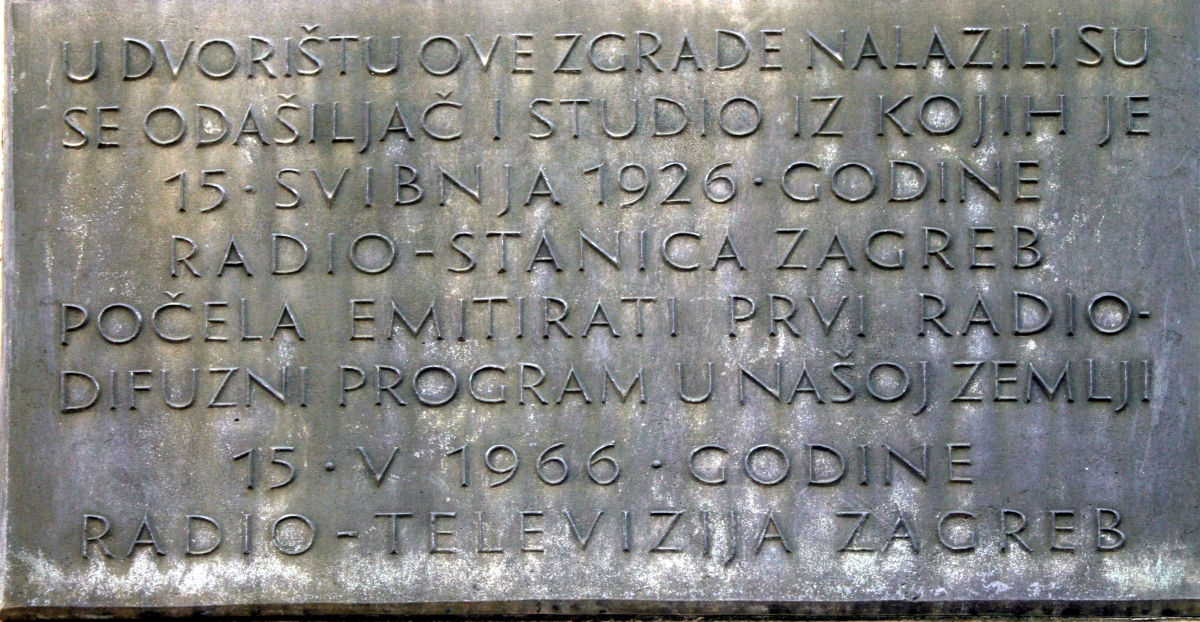
Gründungstafel

Die Idee für einen eigenen kroatischen Hörfunk entstand 1924 innerhalb einer Gruppe angesehener Zagreber Intellektueller und Geschäftsleute, welche sich im Radio Klub Zagreb organisierten. Der Radio-Club zählte 136 Mitglieder. Nach zweijährigen Bemühungen wurden dem Club alle benötigten Konzessionen und staatlichen Genehmigungen erteilt und Radio Zagreb, der Vorgänger HRTs, konnte gegründet werden. Der Sendebetrieb startete am 15. Mai 1926 um 20:30 Uhr mit der kroatischen Hymne. Radio Zagreb war der erste Radiosender Südosteuropas. Das Datum gilt als Geburtsstunde des kroatischen Rundfunks und wird jährlich gefeiert. Die erste Sprecherin und Ansagerin war Božena Begović.
Während anfangs lediglich 50 Hörer mithörten, waren es am Ende des ersten Sendejahres schon über 4000. 1928 wurde Radio Zagreb vollwertiges Mitglied der Union Internationale de Radiodifusion (UIR) in Genf als Vertreter des Königreichs Jugoslawiens. Zu dieser Zeit gab es im gesamten SHS-Staat, sowie in den anderen Staaten Südosteuropas, immer noch keine anderen Rundfunkanstalten. In den ersten 14 Jahren war der Sender privatwirtschaftlich organisiert, bevor er von der Banschaft Kroatien verstaatlicht wurde. Am 10. April 1941 wurde auf Radio Zagreb die Gründung des Unabhängigen Staates Kroatien (NDH) bekanntgegeben. In der Zeit des NDH wurde Radio Zagreb die Basis für die neugegründete Radiosenderkette Hrvatski krugoval. Folglich nannte sich Radio Zagreb in Državna krugovalna postaja Zagreb um.
Nach dem Ende des Zweiten Weltkriegs wurde der Sender wieder in Radio Zagreb umbenannt und Hrvatski krugoval wurde aufgelöst. 1952 wurde die kroatische Rundfunkanstalt, während der Zugehörigkeit Kroatiens zur SFR Jugoslawien, im Zuge der Organisation des Jugoslawischen Rundfunks unter dem Namen Radiotelevizija Zagreb zusammen mit den anderen Rundfunkanstalten Jugoslawiens wie z. B. Radiotelevizija Ljubljana (heute RTV SLO) und Radiotelevizija Beograd (heute Radio-Televizija Srbije (RTS)) in das jugoslawische Rundfunksystem Jugoslovenska radiotelevizija (JRT) integriert (siehe Hörfunk und Fernsehen in Jugoslawien). Am 15. Mai 1956, 30 Jahre nach Sendebeginn, wurde mit der Ausstrahlung von Fernsehsendungen begonnen. Dazu wurde auf dem Berg Sljeme, in unmittelbarer Nähe der Hauptstadt, eine Sendeanlage errichtet. Genau 10 Jahre später wurde das Farbfernsehen eingeführt. Am 27. August 1972 wurde das zweite Programm von TVZ eingeführt, im Jahr 1988 folgte das dritte Programm. Am 30. April 1990 wurde der Teletext als dauerhafte Dienstleistung auf allen Sendern des Hauses eingeführt.

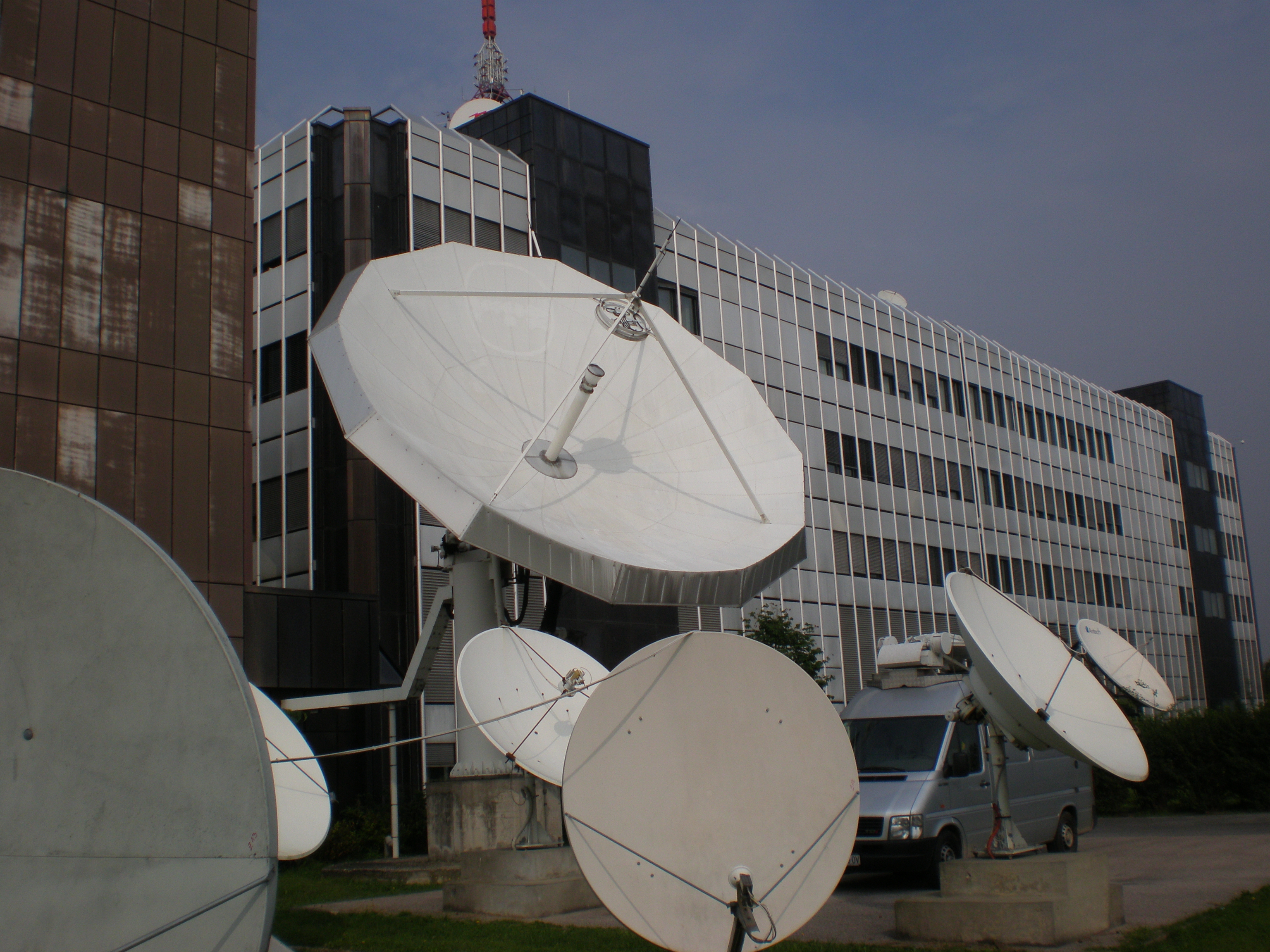
Hauptsitz in Zagreb

Im Zuge der Vorbereitungen auf die Unabhängigkeit Kroatiens wurde Radiotelevizija Zagreb am 29. Juni 1990 auf Beschluss des kroatischen Parlaments in Hrvatska radiotelevizija (HRT) umbenannt. HRT wurde von einer staatlichen in eine öffentlich-rechtliche Institution umgewandelt. Während des Kroatienkrieges wurden die Gebäude der Rundfunkgesellschaft und Sendeanlagen als strategisch wichtige Ziele erheblich bombardiert und dadurch stark beschädigt, sodass Übertragungen teilweise nur unter eingeschränkten Bedingungen (z. B. geringere Sendeleistungen aus Reserve-Sendeanlagen) möglich waren. Die HRT finanziert sich heute aus Rundfunkgebühren (10,62 Euro im Monat), Werbe- und Dienstleistungseinnahmen.
In den frühen 1990er-Jahren begannen sich auch private Fernsehsender am kroatischen Markt zu etablieren (unter anderem Nova TV). 2004 wurde auf Beschluss der kroatischen Regierung die terrestrische Senderkette des dritten Fernsehkanals des nationalen Fernsehens privatisiert. Den Zuschlag erhielt der Sender RTL Televizija, der seitdem auf den Frequenzen des damals ehemaligen dritten Programms sendet. Heute ist, auch aufgrund der Liberalisierung des kroatischen Fernsehmarktes, die Vielfalt an Fernsehsendern in Kroatien größer als früher und bietet eine in den letzten Jahren stetig wachsende Senderauswahl (z. B. Doma TV, RTL 2, VOX TV, CMC). Trotzdem bleibt Pay-TV in Kroatien weiterhin immer noch sehr beliebt, da fast ausschließlich dieses eine Auswahl an kroatischen Sendern bietet, welche die meisten Sparten und Regionen überdeckt.

## Programm

### Hörfunk
Es werden drei nationale sowie weitere regionale und ein internationales Hörfunkprogramm betrieben.
- HRT-HR1 und HRT-HR2 senden eine breite Mischung aus Nachrichten, Unterhaltung, Dokumentation und Musik. HRT-HR2 sendet in der Touristensaison die kroatischen Verkehrsinformationen auch auf Deutsch, Englisch, Französisch und Italienisch. Außerdem werden zu der Zeit zusätzlich die Nachrichten von Rai 1, Ö3, Bayerischer Rundfunk und Virgin Radio eingespielt.

- HRT-HR3 ist der Sender für Kultur und klassische Musik.

- Zusätzlich gibt es regionale Sender für Zagreb, Dubrovnik, Knin, Osijek, Pula, Rijeka, Split und Zadar.

- Außerdem wird von HRT der kroatische Auslandsdienst Voice of Croatia / Glas Hrvatske betrieben. Dieser sendet in englischer, deutscher, italienischer, spanischer und ungarischer Sprache.

### Fernsehen

#### Nationale Fernsehkanäle
Es werden derzeit fünf Fernsehkanäle betrieben: HRT1, HRT2, HRT3, HRT4 und HRT International.
- HRT1 sendet u. a. Nachrichten (Dnevnik), Quizshows wie Jedan protiv sto oder Tko želi biti milijunaš?, politische Talkshows wie Nulta točka und Serien aus zumeist kroatischer bzw. ex-jugoslawischer Produktion wie Dolina sunca oder Mamutica. In den letzten Jahren werden auf diesem Kanal auch vermehrt deutsche Serien wie Der Bergdoktor und Alisa – Folge deinem Herzen ausgestrahlt.

- HRT2 wird vorrangig für Sportberichterstattung (z. B. die Olympischen Spiele oder die Fußball-Weltmeisterschaft), internationale Serien (z. B. Dva i pol muškarca oder Simpsoni) und internationale Spielfilme genutzt. Nachts werden Musikvideos und Konzertaufnahmen gezeigt.

- HRT3 ist ein Kultur- und Wissenschaftssender. Zumeist werden Filme des Independent-Genres ausgestrahlt.

- HRT4 sendet rund um die Uhr Nachrichten- und Informationssendungen.

- HRT International sendet seit dem 1. August 2018 ein Vollprogramm für Kroaten im Ausland und für die internationale Gemeinschaft Sendungen auf Englisch, Deutsch und Spanisch.

#### Regionale Fernsehzentrale
- Čakovec-Varaždin  (HRT regionalni centar Čakovec-Varaždin)
- Osijek (HRT regionalni centar Osijek)
- Rijeka-Pula (HRT regionalni centar Rijeka-Pula)
- Split-Dubrovnik (HRT regionalni centar Split Dubrovnik)
- Zadar-Šibenik (HRT regionalni centar Zadar-Šibenik)

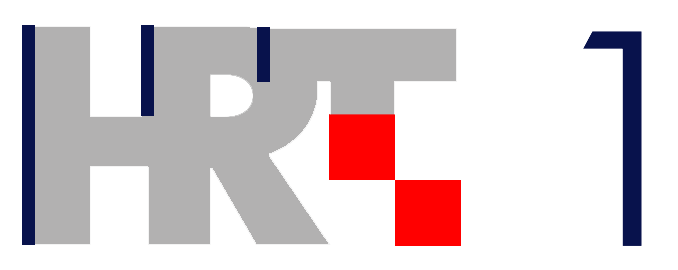
Logo von HRT 1
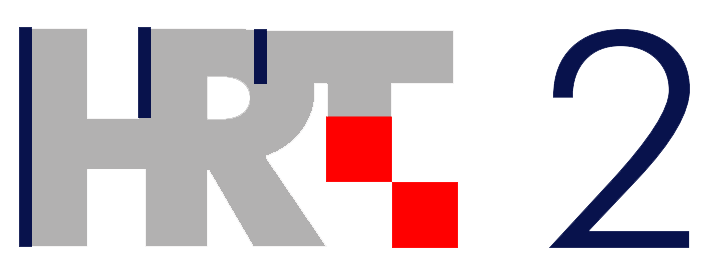
Logo von HRT 2
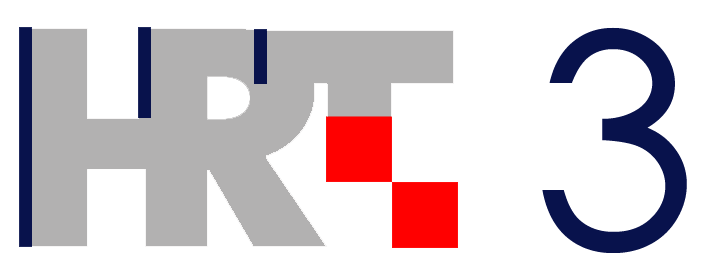
Logo von HRT 3
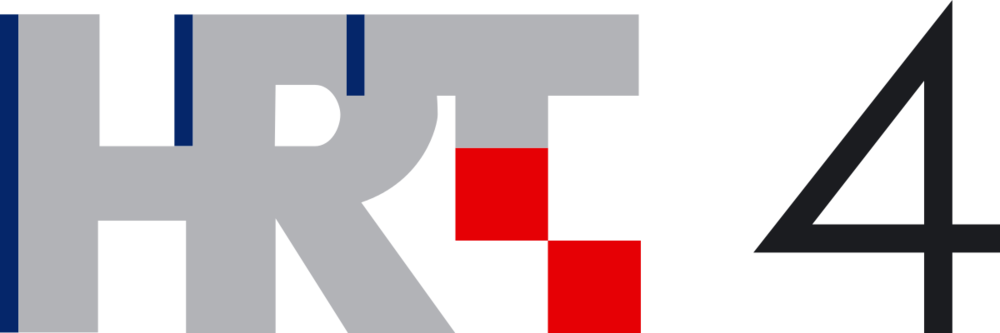
Logo von HRT 4

### Slika Hrvatske
Die HRT sieht sich als wichtiges Medium für die kroatische Diaspora, die auf ganz Europa, Nord- und Südamerika und Australien verteilt ist. Für diese wurde das eigene Fernsehprogramm Slika Hrvatske (Bild Kroatiens) produziert, welches zwischen 02:00 und 10:00 (CET) auf dem damaligen HRT Plus (heute HRT 3) lief. Aufgrund der Sendezeit war es eher für die außereuropäische Diaspora konzipiert und hatte dadurch in Europa eine geringe Bedeutung. Im Januar 2013 wurde Slika Hrvatske überraschend abgesetzt.

## Verbreitungswege
Die nationalen Hörfunkprogramme werden auf UKW verbreitet; die nationalen Fernsehprogramme mittels DVB-T. 
Alle Radio- und Fernsehprogramme sind auch per Satellit zu empfangen. Sie werden europaweit über Eutelsat 16A ausgestrahlt, wobei aus rechtlichen Gründen nur die Radioprogramme, HRT 4 und Eigenproduktionen unverschlüsselt übertragen werden. Zur kompletten Entschlüsselung aller Fernsehkanäle wird eine Smartcard (Viaccess-Kodierung) benötigt.
Es bestehen zudem offizielle Streams von allen frei empfangbaren Kanälen und Sendungen.

## Sonstiges

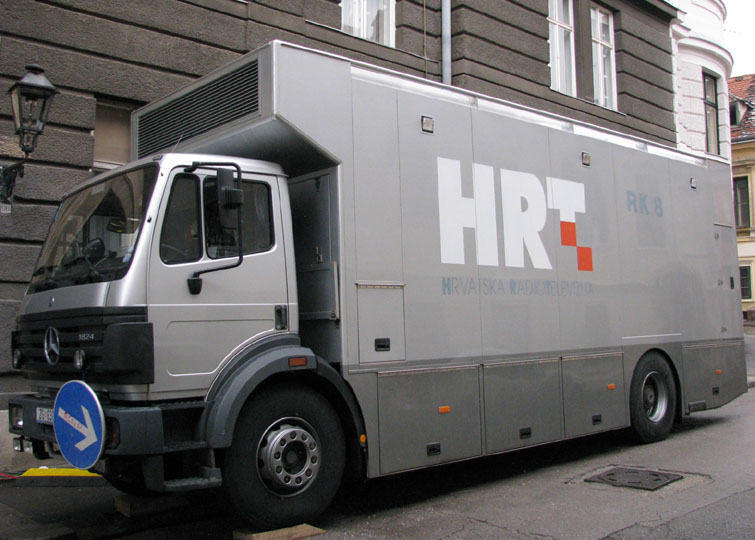
Übertragungswagen

- Die HRT hat eigene Tamburica-, Jazz- und Symphonieorchester, sowie einen Chor.
- Im Kroatienkrieg 1991–1995 wurden 14 Reporter und Techniker der HRT getötet.
- Vom 28. März 2004 bis zum 15. September 2012 lautete der Sendername von HRT3 HRT Plus und zeigte fast ausschließlich ältere Dokumentarfilme aus eigener Produktion. Er war nur per Satellit verfügbar und sendete nur tagsüber sein reguläres Programm. Vor der Umbenennung sendete man seit dem Sendestart 1993 unter seinem heutigen Namen.
- HRT4 ging am 24. Dezember 2012 auf Sendung.
- Alle Fernsehsender der HRT sind heute per DVB-T in ganz Kroatien und per DVB-S in weiten Teilen der Welt verfügbar. Außerdem werden sie in die Netze der kroatischen Pay-TV-Anbieter eingespeist.